# Rajd Warszawski 1962
1. Rajd Warszawski – 1. edycja Rajdu Warszawskiego. Był to rajd samochodowy rozgrywany od 6 do 7 października 1962 roku o współczynniku 4. Była to siódma runda Rajdowych Samochodowych Mistrzostw Polski w roku 1962. Rajd został rozegrany na nawierzchni asfaltowej. Zwycięzcą został Adam Wędrychowski..

## Wyniki końcowe rajdu[1][2]
| Miejsce | Kierowca             | Pilot             | Samochód         | Klasa |
| ------- | -------------------- | ----------------- | ---------------- | ----- |
| 1       | Adam Wędrychowski    | Andrzej Zieliński | Renault Dauphine | 3     |
| 2       | Krzysztof Komornicki | Jerzy Puchalski   | DKW Junior       | 1     |
| 3       | Jerzy Dobrzański     | Czesław Murawski  | BMW 700 Sport    | 1     |
| 4       | Ksawery Frank        | Marek Wachowski   | Volvo 1800 S     | 2     |
| 5       | Wit Klonowiecki      | Edeard Opaliński  | Wartburg 1000    | 4     |
| 6       | Jerzy Kuczera        | Antoni Weiner     | Škoda Octavia TS | 5-6   |
| 7       | R. Postawa           | R. Pieczara       | Simca Aronde     | 5-6   |
| 8       | Marian Repeta        | Marian Zatoń      | FSO Warszawa 202 | 2     |
| 9       | Jerzy Jesz           | A. Broda          | Wartburg 311     | 4     |
| 10      | Kazimierz Jaromin    | I. Zalewski       | Peugeot 403      | 2     |